# 模擬後宮體驗
《模擬後宮體驗》是日本漫畫家齊藤祐創作的日本漫畫，本來是他由2018年6月起，上傳至自己Twitter（@54110yu）的網絡漫畫作品，逢星期五晚上10點左右更新。其後漫畫雜誌《月刊少年Sunday》，於2019年2月號至2021年4月號連載。本作獲得下一部人氣漫畫大賞2019紙本漫畫類別第7名。改編電視動畫於2024年7月至9月播放。

## 劇情簡介
內容講述話劇社的女學生七倉凛，為了讓暗戀的學長北濱瑛二感受身處後宮的體驗，故在日常生活中以一人分飾不同性格的女生，跟學長交流的戀愛喜劇故事。

## 角色列表
北濱瑛二（聲：岡本信彥）
男主角。高中二年级生，戏剧部部员。妄想着能像漫画一样开后宫，所以让七仓凛扮演不同性格的角色。他觉得扮演角色的七仓凛很可爱。
於動畫第12集最後三年後已與學妹七倉凛結婚。
七倉凜（聲：早見沙織）
女主角。高中一年级生，戏剧部部员，也是北濱瑛二的後輩，七倉綾香的姊姊。暗戀前辈北滨瑛二，但是难以开口，所以于是顺从前辈的愿望，扮演不同性格的女孩子，借由她们的口来讲真心话，為他營造了一個虛擬的後宮。
目前出现过的性格有：高冷酱、傲娇的双马尾酱、软萌的妹妹酱、撒娇酱、七仓凛酱、文雅酱、小恶魔酱、色色酱。
於動畫第12集最後三年後已與學長北濱瑛二結婚。
七倉綾香（聲：鳴海舞）
七倉凜的妹妹，小学一年级生。雖然她受到姊姊七倉凜和她學校的前辈北濱瑛二的寵愛，但在同齡人中卻展現出了成熟的一面。
中山元邦／社長（聲：諏訪部順一）
戏剧部的社长。認可了凜的表演才能，並推薦她加入。他的拿手好戲“全力帥哥臉”，被瑛二設為手機的待機畫面。
岩田嗣人／小嗣（聲：遊佐浩二）
戏剧部的脚本家，北濱瑛二的同班同學。不僅擅長寫劇本，還擅長講怪談故事。
小惠（聲：阿保瑪麗亞）
凜的同学。凜在瑛二的事情上，感到沮喪和失落時，同學們常常聽她傾訴，並安慰鼓勵她。
白澤霧（聲：佐藤未奈子）
一年級生。戏剧部的新成员，擁有被七倉凜認可的實力。自從第一次看到七倉凜的表演後，就對她產生了敬慕之情。

## 出版書籍
| 卷數 | 小學館         | 小學館                 | 青文出版      | 青文出版               |
| 卷數 | 發售日期       | ISBN                   | 發售日期      | ISBN                   |
| ---- | -------------- | ---------------------- | ------------- | ---------------------- |
| 1    | 2019年3月12日  | ISBN 978-4-09-129095-3 | 2020年3月5日  | ISBN 978-986-512-280-5 |
| 2    | 2019年8月8日   | ISBN 978-4-09-129365-7 | 2020年9月14日 | ISBN 978-986-512-495-3 |
| 3    | 2020年1月10日  | ISBN 978-4-09-129580-4 | 2021年3月15日 | ISBN 978-986-512-857-9 |
| 4    | 2020年6月12日  | ISBN 978-4-09-850140-3 | 2023年5月8日  | ISBN 978-626-340-850-0 |
| 5    | 2020年11月12日 | ISBN 978-4-09-850325-4 | 2023年7月10日 | ISBN 978-626-340-952-1 |
| 6    | 2021年4月12日  | ISBN 978-4-09-850468-8 | 2023年7月10日 | ISBN 978-626-362-019-3 |

## 電視動畫
2023年4月10日，宣佈將獲改編為電視動畫，於2024年7月至9月播放。

### 製作人員
- 原作：齊藤祐
- 導演：菊池聰延
- 劇本統籌、劇本：柿原優子
- 人物設定：佐藤義久
- 音樂：渡邊剛
- 動畫製作：NOMAD[21]
- 製作：〈模擬後宮體驗〉製作委員會

### 主題曲
片頭曲
演唱：Gohobi，作詞：、405，作曲：，編曲：Gohobi
片尾曲
演唱：七倉凜（早見沙織），作詞：岩城由美，作曲、編曲：半田翼

### 各話列表
| 話數   | 標題       | 分鏡     | 演出       | 作畫監督                                                | 總作畫監督                  | 首播日期      |
| ------ | ---------- | -------- | ---------- | ------------------------------------------------------- | --------------------------- | ------------- |
| 第1話  |            | 菊池聰延 | 菊池聰延   | 佐藤義久、小林明美、山本正嗣、jumondou seoul            | 佐藤義久                    | 2024年 7月5日 |
| 第2話  | 告白？     | 菊池聰延 | 佐藤友一   | 山本正嗣、玄机 Genki AnimationStudio                    | 古賀誠、小林明美            | 7月12日       |
| 第3話  |            | 上原秀明 | 大久保亮   | 、                                                      | 佐藤義久、代見裕美          | 7月19日       |
| 第4話  |            | 山田浩之 | 松井郁洋   | 澤口裕也、半田仁                                        | 小林明美                    | 7月26日       |
| 第5話  | 暑假       | 殿勝秀樹 | 花岡佑大   | 平田薰                                                  | 古賀誠、藤田圓子            | 8月2日        |
| 第6話  |            | 鈴木佑太 | 三好奈緒   | 小林明美、浦中利浩、大坪幸磨、、 櫻井拓郎、廣中千惠美、 | 小林明美、藤田圓子          | 8月9日        |
| 第7話  | 畢業       | 菊池聰延 | 矢野孝典   | Jumondou Seoul、Jumondou Wuxi                           | 佐藤義久、代見裕美          | 8月16日       |
| 第8話  | 大人       | 誌村宏明 | 安藤貴史   | 飯飼一幸、工藤公聖、陳潔琼、李慶、韓強                  | 藤田圓子                    | 8月23日       |
| 第9話  | 喜歡的人   | 黑瀨大輔 | 中釜勇亮   | 、                                                      | 佐藤義久、小林明美          | 8月30日       |
| 第10話 | 生日       | 佐藤友一 | 佐藤友一   | 、Jumondou Seoul、Jumondou Wuxi                         | 古賀誠、代見裕美、 小林明美 | 9月6日        |
| 第11話 | 三角關係？ | 渡邊雅美 | 山內東生雄 | 大坪幸磨、加野晃、櫻井拓郎、廣中千惠美、松本弘、CJT     | 藤田圓子                    | 9月13日       |
| 第12話 |            | 菊池聰延 | 菊池聰延   | 岡野力也、、平田薰、小林明美、藤田圓子                  | 佐藤義久、藤田圓子          | 9月20日       |

### 播映平台
| 播映日期             | 播映時間（UTC+9）        | 播映電視台 | 播映地區 | 備註                     |
| -------------------- | ------------------------ | ---------- | -------- | ------------------------ |
| 2024年7月5日—9月20日 | 星期五 0:30—1:00         | TOKYO MX   | 東京都   |                          |
| 2024年7月6日—9月21日 | 星期六 0:30—1:00         | BS富士     | 日本全域 | BS／BS4K放送             |
|                      | 星期六 23:30—星期日 0:00 | AT-X       | 日本全域 | CS放送／字幕放送／可重播 |

### BD
| 卷數 | 發售日期       | 收錄話數     | 規格編號   |
| ---- | -------------- | ------------ | ---------- |
| BOX  | 2024年11月22日 | 第1話—第12話 | PCXP-51070 |

## 外部連結
- Twitter作品合集（日語）
- 小學館官方網站（日語）
- 【編輯選書】漫畫《模擬後宮體驗》「女主角只有1人！ 卻可以開後宮!?」 - 青文出版
- 電視動畫官方網站（日語）
- 電視動畫官方的X（前Twitter）（日語）